# Clarence Town
Clarence Town je hlavní město ostrova Long Island, který je součástí souostroví Bahamy. V roce 2010 zde žilo 86 obyvatel. Město má dva kostely, které navrhl John Hawes v letech 1910 a 1939. První kostel je anglikánský, zasvěcený sv. Pavlovi, druhý kostel svatého Petra a Pavla je římskokatolický. Nedaleko města se nachází letiště Deadman's Cay Airport.